# Dragon Slayer: The Legend of Heroes II
 (octobre 2019).
Si vous disposez d'ouvrages ou d'articles de référence ou si vous connaissez des sites web de qualité traitant du thème abordé ici, merci de compléter l'article en donnant les références utiles à sa vérifiabilité et en les liant à la section « Notes et références ».
Pour les articles homonymes, voir Dragonslayer.
Dragon Slayer: The Legend of Heroes II (ドラゴンスレイヤー英雄伝説II, Dragon Slayer: Eiyuu Densetsu II) est un jeu vidéo de rôle sorti en 1992 et fonctionne sur DOS, Mega Drive, PC-Engine Super CD-ROM² et Super Famicom. Il a été développé par Nihon Falcom et fait suite à Dragon Slayer: The Legend of Heroes.

## Versions
- 1992 : DOS, PC-98, PC Engine ;
- 1993 : FM Towns, Super Famicom, uniquement au Japon ;
- 1995 : Mega Drive, uniquement au Japon.